# Cum hora undecima

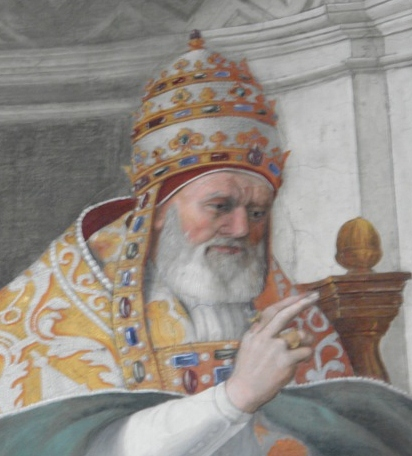
Papa Gregório IX

Cum hora undecima (latim: já que é a décima primeira hora) é uma bula papal emitida pelo Papa Gregório IX em 1235 e reeditada e elaborada por vários outros papas durante o século XIII. Continha instruções básicas para os missionários e suas linhas iniciais refletiam a tradição apocalíptica dos franciscanos:
Visto que a décima primeira hora chegou no dia dado à humanidade... é necessário que os homens espirituais [possuindo] pureza de vida e o dom da inteligência saiam com João [o Batista] novamente para todos os homens e todos os povos de cada língua e em todos os reinos para profetizar porque, segundo o profeta Isaias, a salvação do remanescente de Israel não ocorrerá até que, como diz São Paulo, a plenitudo gentium entre primeiro [no reino dos céus].
Os missionários foram, portanto, exortados a cumprir a ordem de Jesus de pregar o evangelho a todos os homens para que o processo de salvação fosse completado conforme descrito no Livro do Apocalipse. Eles também foram ordenados a combater a heresia e a reconverter os não-crentes. Gregório concedeu aos missionários privilégios especiais, como o direito de ouvir confissões em qualquer lugar e o direito de absolver aqueles que haviam sido excomungados.